# Pierre Albarran
Pierre Albarran (18 de maio de 1893 - Paris, 24 de fevereiro de 1960) foi um jogador e teórico do bridge e tenista francês. Medalhista olímpico de bronze em duplas com Max Decugis.
É incerto seu nascimento se foi nas Índias Ocidentais ou Chaville na França. Albarran foi um reconhecido jogador de bridge, teve vários obras sobre o jogo de bridge.

## Publicações
- Bridge, Nouvelle methode de nomination. Les jeux bicolores. Le Canapé, 1946
- Cent donnes extraordinaires: Bridge, 1953, co-author José Le Dentu
- Comment Gagner Au Bridge, 1959, co-author Pierre Jaïs
- L'Encyclopédie du bridge moderne, vol 1. 1957 and vol. 2 1968
- Le Bridge pour Tous, 1949, co-author Robert de Nexon, Publisher: A. Fayard, Paris, LC: 49052576
- Le Nouveau Bridge Pour Tous, 1958, co-authors Robert de Nexon and José Le Dentu
- Notre Methode de Bridge, 1936, co-author Robert de Nexon
- Nouveau Memento de Bridge en 100 Lecons: Encheres Naturelles, 1976, co-author José Le Dentu, Publisher: A. Fayard, Paris, ISBN 2-213-00396-3, LC: 77576798